# Nel Stadwijk-Kappel
Nel Stadwijk-Kappel (14 oktober 1938) is een Surinaams voormalig verpleegster, politicus en diplomaat. Samen met Siegmien Power-Staphorst was zij in 1980 de eerste vrouwelijke onderminister van Suriname. Ze was in de jaren 1990 de Surinaamse consul-generaal in Amsterdam en in 2001 interim-ambassadeur in Den Haag.

## Biografie

### Opleiding in Nederland
Nel Kappel ging na de mulo naar de Kweekschool voor onderwijzers, maar had daar niet veel belangstelling voor. Door advertenties in de Margriet en Libelle, die ook in Suriname gelezen werden, ontdekte ze dat er in Nederland om verpleegsters werd gevraagd en besloot ze de overtocht te maken. Ze was rond 1957 in Nederland in opleiding. De cultuurverschillen waren groot en ze had veel heimwee. Toen ze dit aan haar vader vertelde toen hij belde, antwoordde hij: "En nu ga je karakter tonen. Je wilde niet in het onderwijs, je wilde in de verpleging, nu ga je doorzetten." Ze maakte haar opleiding af en daarna was het de bedoeling dat de verpleegsters zouden terugkeren naar Suriname, wat driekwart niet deed. Nel Kappel keerde wel terug.

### Politiek en diplomatie
Direct na de Sergeantencoup die in 1980 de militaire periode inluidde, trad zij toe tot het kabinet-Chin A Sen I (maart-augustus 1980) als onderminister voor Jeugdzaken. Zij en onderminister Siegmien Power-Staphorst waren hiermee de eerste vrouwelijke ministers van Suriname. Voor dit feit werden ze op 9 april 1980 door de Organisatie van Surinaamse Vrouwen gehuldigd. Terug in Suriname werkte ze voor het Pedologisch instituut dat zich richt op gehandicapte kinderen.
In 1987 en de jaren 2000 was ze als politiek adviseur voor het ministerie van Buitenlandse Zaken meermaals aanwezig bij algemene vergaderingen van VN en UNESCO.
Ze was sinds ten minste 1994 consul-generaal voor Suriname in Amsterdam. In 2001 nam ze als ze interim-ambassadeur in Den Haag waar, in de periode tussen de pensionering van ambassadeur Evert Azimullah en diens opvolging door Edgar Amanh.
In 2005 was ze de voorzitter van de commissie die de viering van 30 jaar staatkundige onafhankelijkheid organiseerde.

### Persoonlijk
Ze is de moeder van de musicus Etienne Stadwijk.

## Onderscheidingen
Nel Stadwijk-Kappel werd twee maal door de regering onderscheiden: in 2004 als Commandeur in de Ereorde van de Gele Ster en in 2020 als Commandeur in de Ereorde van de Palm. In 2021 was ze een van de gedecoreerden als Tranga Uma (Sterke Vrouw) door Stichting Vrouwen Politieke Alliantie Suriname.